# 707

Byzantijns-Arabische rijksgrens (Anatolië)

Het jaar 707 is het 7e jaar in de 8e eeuw volgens de christelijke jaartelling.

## Gebeurtenissen

### Byzantijnse Rijk
- Byzantijns-Arabische Oorlog: De Omajjaden belegeren in Cappadocië de Byzantijnse vestingstad Tyana (huidige Turkije). Het beleg duurt tot in de winter van 708.

### Arabische Rijk
- Kalief Al-Walid I laat de Moskee van de Profeet in Medina (Saoedi-Arabië) vervangen door een grotere, met daarin ook het graf van Mohammed.
- De Omajjaden veroveren de Balearen in de Middellandse Zee. (waarschijnlijke datum)

### Azië
- 18 juli - Keizer Monmu overlijdt na een regeerperiode van 10 jaar. Hij wordt opgevolgd door zijn moeder Genmei als de 43e keizerin van Japan.

## Religie
- 18 oktober - Paus Johannes VII overlijdt in Rome na een pontificaat van 19 maanden. Hierdoor ontstaat er een sedisvacatie (leegheid van de Heilige Stoel).

## Geboren
- Gregorius van Utrecht, Frankisch abt (waarschijnlijke datum)

## Overleden
- Hidulfus van Henegouwen, Frankisch krijgsheer (hertog)
- Hildulf, bisschop van Trier (waarschijnlijke datum)
- 18 oktober - Johannes VII, paus van de Katholieke Kerk
- 18 juli - Monmu, keizer van Japan